# Irakli Cereteli
Irakli Cereteli, gruz. ირაკლი წერეთელი, ros. Ираклий Георгиевич Церетели (ur. 20 listopada 1881 w Kutaisi, zm. 21 maja 1959 w Nowym Jorku) – gruziński i rosyjski polityk socjalistyczny.

## Życiorys
Pochodził z arystokratycznej rodziny gruzińskiej – ojciec Georgi był znanym pisarzem i działaczem społecznym. W 1900 roku rozpoczął studia prawnicze na Uniwersytecie Moskiewskim, jednak już rok później zesłano go na Sybir za działalność rewolucyjną. Po powrocie na Kaukaz został członkiem tbiliskiego komitetu SDPRR – po rozłamie w partii w 1903 roku opowiedział się po stronie mienszewików. W latach 1904–1905 studiował w Berlinie, jednak wziął udział w rewolucji 1905 roku. Dwa lata później wybrano go posłem do Dumy II kadencji – reprezentował tam socjaldemokrację, zasiadając w komisji rolnictwa. Po rozwiązaniu Dumy skazany na katorgę, później zamienioną na więzienie.
Po rewolucji lutowej wrócił do Petersburga, gdzie wszedł w skład Komitetu Wykonawczego Piotrogrodzkiej Rady Delegatów Robotniczych i Żołnierskich oraz uczestniczył we Wszechrosyjskim Zebraniu Rad w kwietniu 1917 roku. Po kryzysie kwietniowym, od maja 1917 roku pełnił urząd ministra poczty i telegrafu w Rządzie Tymczasowym (gabinet ks. Gieorgija Lwowa), przeciwstawiał się bolszewickiej agitacji.
W grudniu 1917 w demokratycznych wyborach wybrany na deputowanego do Wszechrosyjskiego Zgromadzenia Ustawodawczego (Konstytuanty). Po jej rozpędzeniu przez bolszewików w styczniu 1918, wrócił do Gruzji, gdzie zaangażował się w tworzenie Demokratycznej Republiki Gruzji – został jej przedstawicielem na paryskiej konferencji pokojowej w 1919 roku.
Po agresji Rosji sowieckiej na Gruzję w lutym 1921 roku opuścił kraj, osiedlając się we Francji, a po 1940 w USA. Na wychodźstwie zaangażowany w działalność II Międzynarodówki.